# Diocesi di El Tigre
La diocesi di El Tigre (in latino Dioecesis Tigrensis) è una sede della Chiesa cattolica in Venezuela suffraganea dell'arcidiocesi di Cumaná. Nel 2021 contava 353.000 battezzati su 416.440 abitanti. È retta dal vescovo José Manuel Romero Barrios.

## Territorio
La diocesi comprende la parte centro-meridionale dello stato venezuelano di Anzoátegui, e precisamente i comuni di Simón Rodríguez, San José de Guanipa, Independencia, Francisco de Miranda e José Gregorio Monagas; a questi si aggiungono la parrocchia civile di Cachipo del comune di Aragua e la parrocchia civile di San Tomé del comune di Pedro María Freites.
Sede vescovile è la città di El Tigre, dove si trova la cattedrale di Santa Maria del Valle. 
Il territorio si estende su 22.972 km² ed è suddiviso in 14 parrocchie.

## Storia
La diocesi è stata eretta da papa Francesco il 31 maggio 2018 con la bolla Quo satius, ricavandone il territorio dalla diocesi di Barcelona.

## Cronotassi dei vescovi
Si omettono i periodi di sede vacante non superiori ai 2 anni o non storicamente accertati.
- José Manuel Romero Barrios, dal 31 maggio 2018

## Statistiche
La diocesi nel 2021 su una popolazione di 416.440 persone contava 353.000 battezzati, corrispondenti all'84,8% del totale.
| anno | popolazione | popolazione | popolazione | presbiteri | presbiteri | presbiteri | presbiteri                | diaconi | religiosi | religiosi | parrocchie |
| anno | battezzati  | totale      | %           | numero     | secolari   | regolari   | battezzati per presbitero | diaconi | uomini    | donne     | parrocchie |
| ---- | ----------- | ----------- | ----------- | ---------- | ---------- | ---------- | ------------------------- | ------- | --------- | --------- | ---------- |
| 2018 | 325.000     | 406.050     | 80,0        | 13         | 11         | 2          | 25.000                    |         | 2         | 9         | 14         |
| 2019 | 345.500     | 406.459     | 85,0        | 8          | 5          | 3          | 43.187                    |         | 3         | 10        | 14         |
| 2021 | 353.000     | 416.440     | 84,8        | 11         | 9          | 2          | 32.090                    |         | 3         | 11        | 14         |